# كونال غانجاوالا
كونال غانجاوالا (ولد في 14 أبريل 1972 في مدينة بونه، ولاية ماهاراشترا بالهند) هو مغني أفلام هندي شعبي اشتهر بأدائه لأغاني تصويرية في عدة أفلام هندية بجميع اللغات الرسمية في الهند مثل اللغة الماراثية والبنغالية والكنادية وغيرها.
بدأ كونال مسيرته المهنية من خلال غناء الأناشيد والمواويل الهندية. ليتحول إلى الغناء في الأفلام عام 2004 عبر فيلم (Murder (2004 film من خلال أول أغنية بطولية له بعنوان "Bheege Honth Tere" والتي حققت نجاحا كبيرا خول له الحصول على جائزة أفضل مغني أفلام خلال جوائز زي سيني الهندية عام 2005، ليستمر بعدها من خلال الأداء باللغة الكانادية مع أغنية "Neene Neene" عام 2005 في فيلم Akash.

## الجوائز والتكريمات
تلقى كونال غانجاوالا الجوائز التالية:
| سنة  | العمل المرشح          | الجوائز | النتيجة |
| ---- | --------------------- | --- | ------- |
| 2005 | جريمة قتل (فيلم هندي) | جوائز فيلم فير * جائزة فيلم فير لأفضل مغني أفلام * جائزة فيلم فير ار دي بورمان للمواهب الموسيقية الجديدة (عن أغنية: Bheege Honth Tere) | فوز     |
| 2005 | جريمة قتل (فيلم هندي) | جوائز الأكاديمية الدولية للفيلم الهندي * جائزة الأكاديمية الدولية للفيلم الهندي لأفضل مغني أفلام (عن أغنية: Bheege Honth Tere)         | فوز     |
| 2005 | جريمة قتل (فيلم هندي) | جوائز زي سيني * جائزة زي سيني لأفضل مغني أفلام (عن أغنية: Bheege Honth Tere)                                                           | فوز     |
| 2006 | جريمة قتل (فيلم هندي) | جوائز نجم النقابة * جائزة نقابة المنتجين السينمائيين لأفضل مغني أفلام (عن أغنية: Bheege Honth Tere)                                    | فوز     |
| 2006 | جريمة قتل (فيلم هندي) | جوائز أفلام بوليوود * جوائز بوليوود للأفلام لأفضل مغني أفلام (عن أغنية: Bheege Honth Tere)                                             | فوز     |